# موراتا مشینری
موراتا مشینری (انگلیسی: Murata Machinery) شرکت ماشین‌آلات ژاپنی است، که در سال ۱۹۳۵ تأسیس شد.